# Chorotes
Chorotes eller Chorotis, själva kallar de sig yofuasha, yofwaja och mer nyligen lumnanas, är ett ursprungsfolk som lever på båda sidor av Pilcomayofloden i Argentina, Bolivia och Paraguay. I Bolivia bor de i departementet Tarija.Traditionellt har de försörjt sig på jordbruk och fiske. Tillsammans med wichis och chulupíes räknas de till gruppen mataco-mataguaya, en av de patagoniska grupper som har såväl andinskt som brasilianskt ursprung.
Deras språk tillhör språkfamiljen mataco-guaycurú. Chorote, eller tsoloti-språket, talas av mindre än 10.000 personer. Det består av två mycket olika dialekter. Många källor anser dem vara olika språk.

## Chaco-Cordilleraexpeditionen och chorotes
Den svenska Chaco-cordilleraexpeditionen med bland annat Eric von Rosen och Erland Nordenskiöld, ägde rum 1901-1902. Expeditionen reste i Chaco-området i gränslandet mellan Bolivia och Argentina. Under denna expedition träffade man en grupp chorotes. Såväl von Rosen som Nordenskiöld har skrivit om chorotes i ett flertal publikationer. De tog också ett stort antal fotografier. Idag finns föremål och fotografier från denna expedition på Världskulturmuseet och på Etnografiska museet.